# Propovjednik (knjiga)
Propovjednik je jedna od knjiga Biblije i Staroga zavjeta. Židovi čitaju knjigu na Blagdan sjenica. Sastoji se od 12 poglavlja. Biblijska kratica knjige je Prop.
Riječ "propovjednik" je slobodan prijevod hebrejske riječi "qohelet" (kohelet), koja je imenica ženskog roda i izvedena je iz hebr. riječi "qahal" što znači "okupljati se". U Septuaginti, najstarijem prijevodu Biblije na helenistički grčki jezik, knjiga je nazvana Ekklesiastes ("ekklesia" = "skupština"). Taj naziv se koristi u mnogim jezicima. Martin Luther prvi je nazvao knjigu "Propovjednik", što se zadržalo u pojedinim jezicima, uključujući i hrvatski. 
U knjizi nije navedeno ime pisca, ali piše da je on "Davidov sin, kralj u Jeruzalemu (Prop 1,1)", "imao je veću mudrost nego bilo tko od njegovih prethodnika u Jeruzalemu (Prop 1,16)". To sve upućuje na Salomona. Vladao je od oko 970. do 931. pr. Kr. Neki učenjaci smatraju da Salomon nije autor, jer pojedini jezični izrazi još nisu postojali u njegovo vrijeme.
Glavne teme knjige su svrha i krhkost života. Riječ ispraznost se pojavljuje oko 40 puta: "Ispraznost nad ispraznošću, veli Propovjednik, ispraznost nad ispraznošću, sve je ispraznost! Kakva je korist čovjeku od svega truda njegova kojim se trudi pod suncem? (Prop 1,2-3)". U Jeronimovu latinskom prijevodu koristi se za to imenica "vanitas" (taština), pa i Marulić piše: "Tašćina od tašćin i sve je tašćina, / ovi svit jest osin i magla i hina." Ton knjige je pesimističan i skeptičan. Jedna od najpoznatijih misli iz knjige je "nema ništa novo pod suncem (Prop 1,9)". Pisac ukazuje na prolaznost i kratkoću života. Smatra da mudrost, užici i veliki napori imaju malo smisla: "Jer čovjek se trudi mudro i umješno i uspješno, pa sve to mora ostaviti u baštinu drugomu koji se oko toga nije uopće trudio. I to je ispraznost i velika nevolja (Prop 2,21)". Poziva na ono što je "gore", jer ovozemaljsko je prolazno. Ipak, smatra da treba uživati u malim radostima života, koje su Božji dar. Božje ime u knjizi je "Elohim", a ne uobičajeno za Stari zavjet "Jahve". Pojedinim mislima (Prop 12,9-12) aludira se na dolazak Mesije (Isusa). Završna misao je: "Boj se Boga, izvršavaj njegove zapovijedi, jer - to je sav čovjek (Prop 12,13)." 
Propovjednik je utjecao na Knjigu Sirahovu i Knjigu Mudrosti. Knjiga se ne citira nigdje u Novom zavjetu, makar ima sličnih razmišljanja. 